# サンシチニンジン

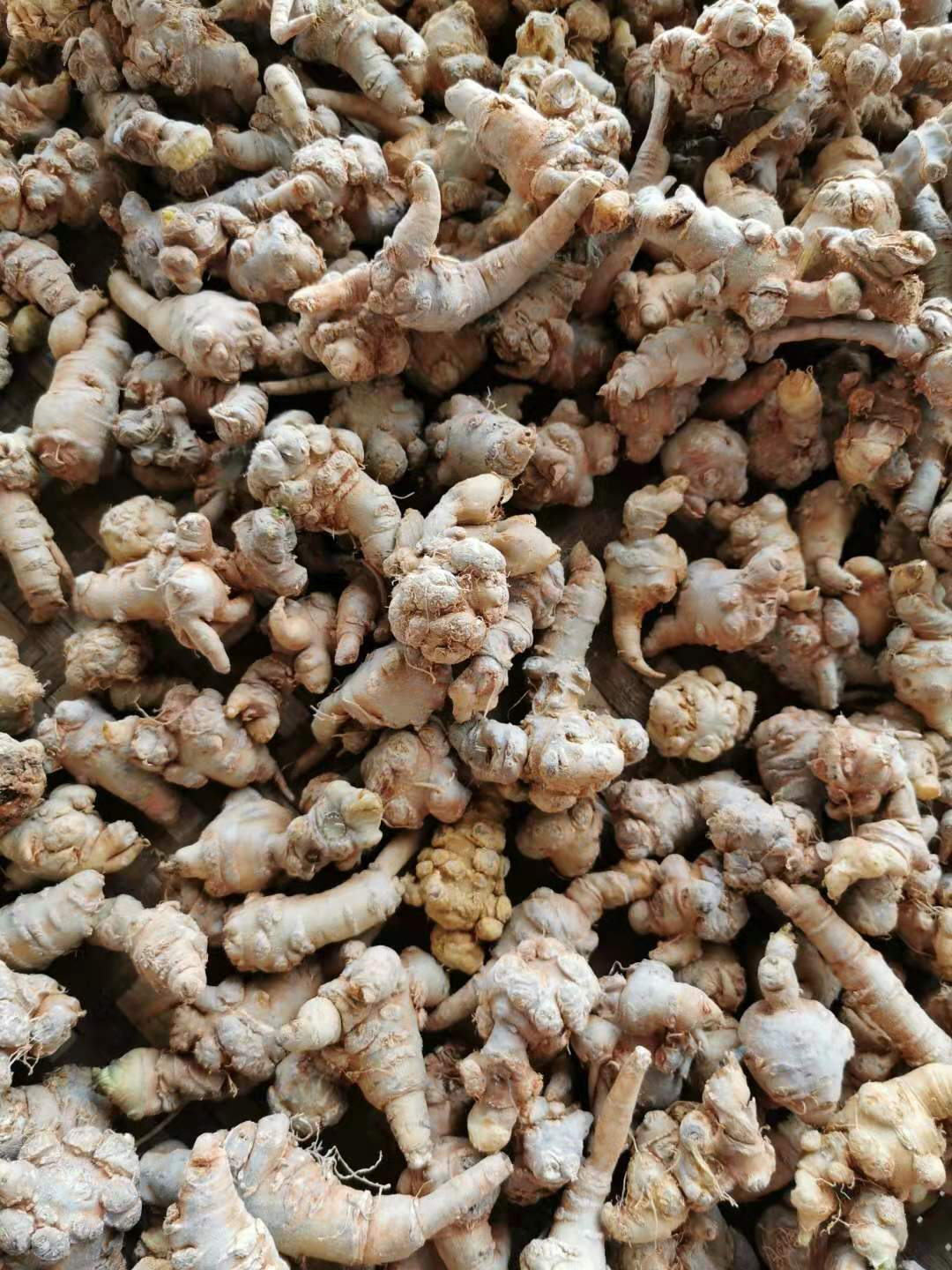

サンシチニンジン（三七人参、Pseudoginseng）はウコギ科の薬用植物。中国南部原産。植えてから収穫されるまでに3年～7年も掛かることから、この名が付けられた。雲南省や広西チワン族自治区の、海抜1,200m～1,800mの地域で栽培される。紡錘状の根を薬用とする。

## 別名
田七人参（でんしちにんじん）広西省の田陽、田東で産することから、「田」の字が冠される。
金不換（きんふかん）金に替えられないほど価値が高いという意味。
山漆（さんしつ）強力な止血作用を漆の接着力にたとえたもの。

## 歴史
おそらく、原産地では古くからその薬効が知られていたものと思われるが、中国の医学に組み入れられた歴史は浅く、16世紀に李時珍が著した薬学書『本草綱目　』が初出。
別名「金不換」の通り、中国では長らく国外輸出が禁止されていたが、近年、日本をはじめ、世界各国に輸出されている。
ベトナム戦争時、現地人が使用していたのを見たアメリカ軍がこの薬草の知識を持ち帰ったという説もある。

## 有効成分
サポニン配糖体のジンセノサイド。

## 効能・効果
性温、味甘微苦、入肝、胃、大腸経。田七の功用、原可用作「止血、散瘀、定痛」（中国版記載による）、止血作用と活血（血液循環の改善）作用という、一見相反する性質を併せ持つ。また、抗ウイルス作用、抗コレステロール作用、抗腫瘍作用があるとされるため、虚血性心疾患や肝炎の初期治療薬として有望視される。

## 関連処方
日本ではきわめて入手が難しかったため、日本漢方ではあまり知られていないが、中国や東南アジアには、安血飲、化血丹、七宝散など、三七人参を主薬にした処方が多数存在する。